# Nowojorskie opowieści
Nowojorskie opowieści (ang. New York Stories) − amerykański film tragikomiczny z 1989 roku, składający się z trzech opowieści, które łączy miejsce akcji – Nowy Jork.

## Nowele

### Zagłada Edypa
Nowela Woody’ego Allena opowiada o prawniku, który ma problemy z matką. Wyprowadza się od niej z narzeczoną, ale nie potrafi żyć.

Główne role:
- Woody Allen – Sheldon
- Mae Questel – Matka
- Mia Farrow – Lisa
- Julie Kavner – Treva

### Życie bez Zoe
Nowela Francisa Forda Coppoli to utrzymana w baśniowym klimacie opowieść o bogatej dziewczynce, która usiłuje pogodzić skłóconych ze sobą rodziców.

Główne role:
- Heather McComb – Zoe
- Talia Shire – Charlotte
- Giancarlo Giannini – Claudio
- James Keane – Jimmy
- Adrien Brody – Mel

### Życiowe lekcje
Nowela Martina Scorsese jest niezbyt optymistyczną historią miłosną. Głównymi jej protagonistami są: malarz przeżywający kryzys twórczy oraz jego praktykantka, w której jest zakochany.

Główne role:
- Nick Nolte – Lionel Dobie
- Patrick O’Neal – Phillip Fowler
- Rosanna Arquette – Paulette
- Steve Buscemi – Gregory Stark